# Eurochocolate

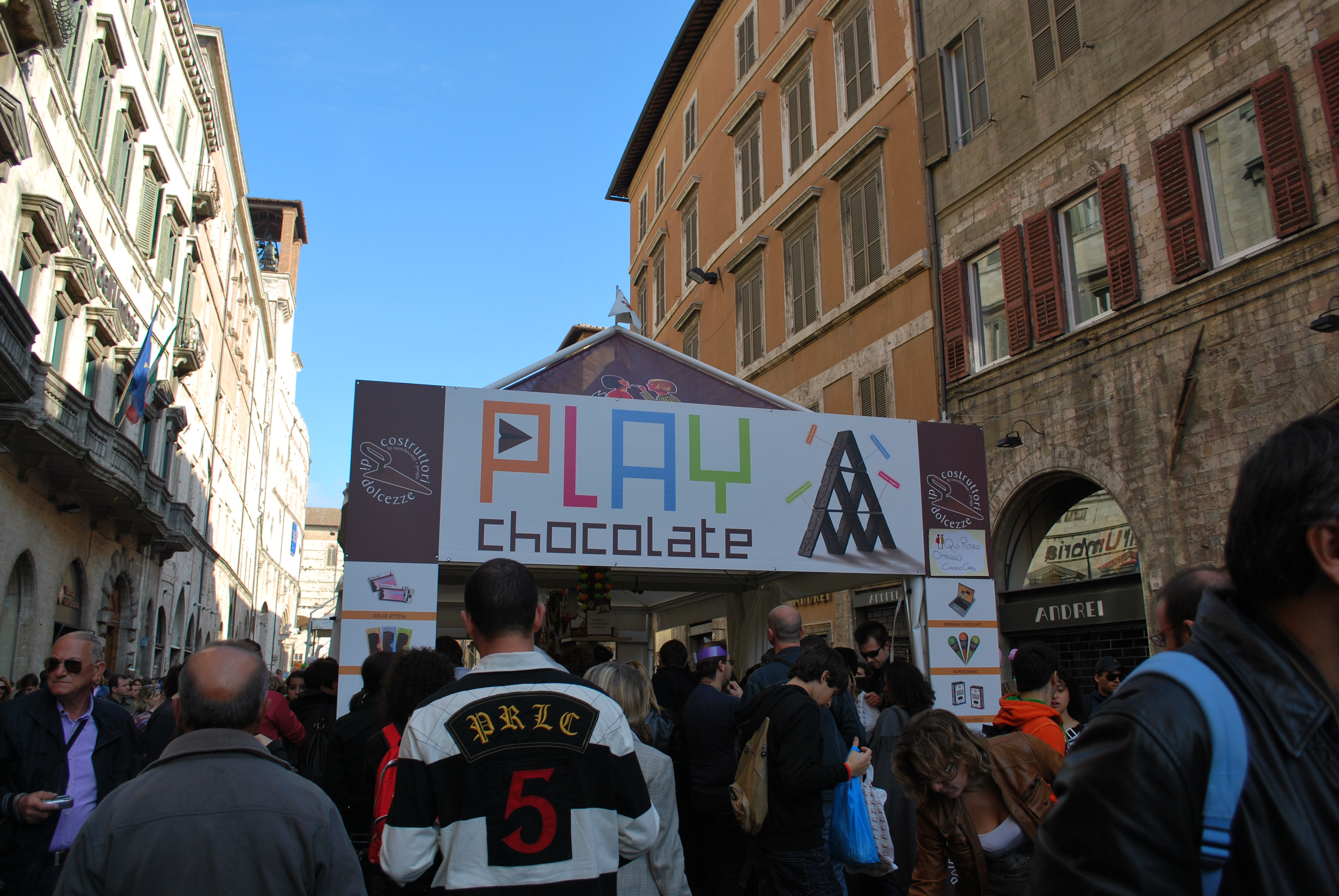
Die Innenstadt von Perugia während der Eurochocolate 2008

Die Eurochocolate ist ein populäres Festival rund um das Thema Schokolade. Es findet seit 1993 im italienischen Perugia jährlich im Oktober statt.
Im Jahr 2008 besuchten etwa 900.000 Personen die verschiedenen Ausstellungen und Veranstaltungen. In diesem Jahr wurden ca. 6.000 verschiedene Schokoladenprodukte ausgestellt. Während der Eurochocolate wird ein vielfältiges Programm an Konzerten, Theatern und Kunstausstellungen gezeigt.
Anlässlich des Ereignisses werden auch Auszeichnungen vergeben. So erhielt der Österreicher Josef Zotter 2006 einen Preis als „Bester ausländischer Schokoladenhersteller“.
Im Jahr 2010 fand die Eurochocolate vom 15. bis 24. Oktober statt. Veranstaltungspartner war der Autohersteller Škoda.